# Villa Morillon

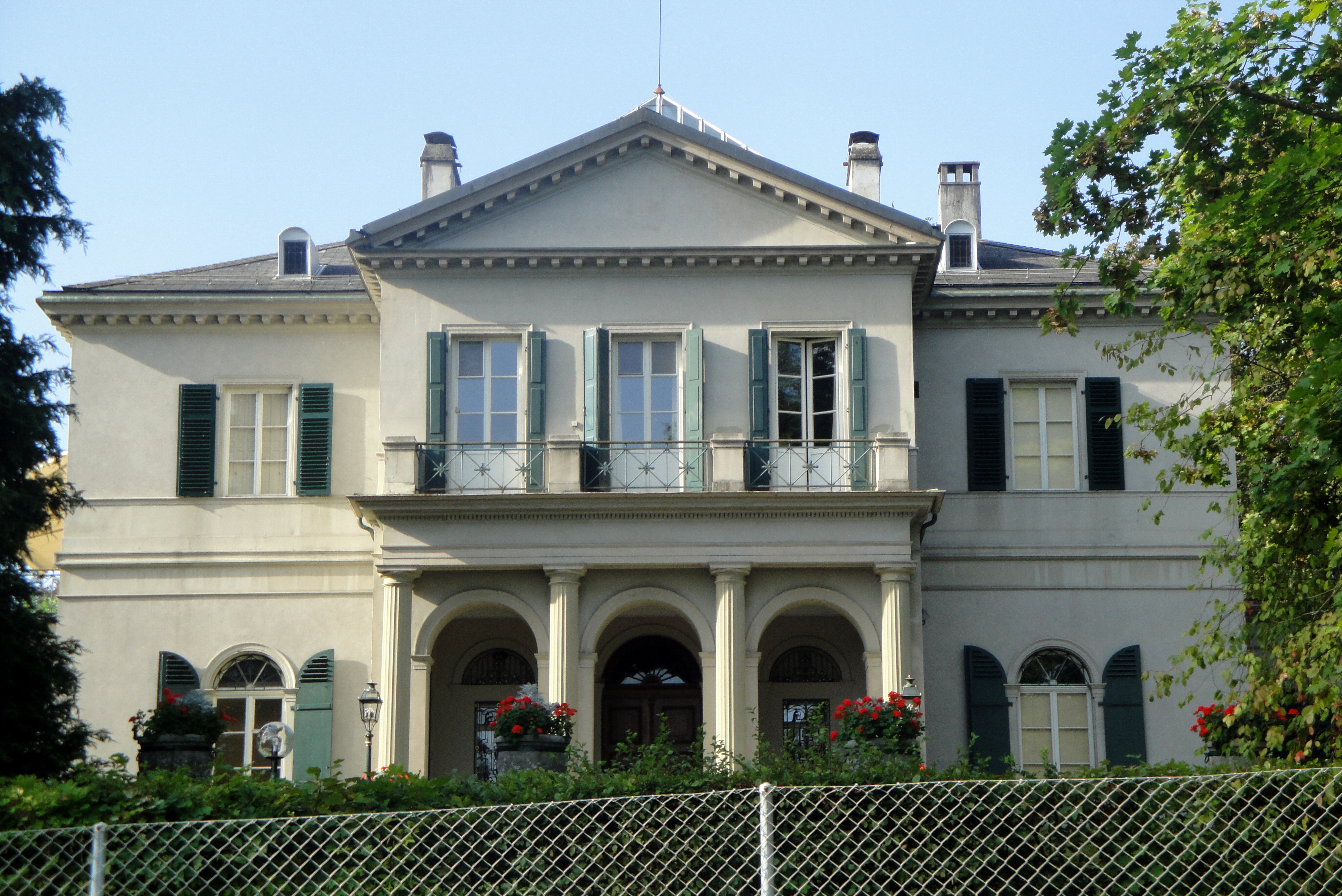
Villa Morillon in Wabern (2011)

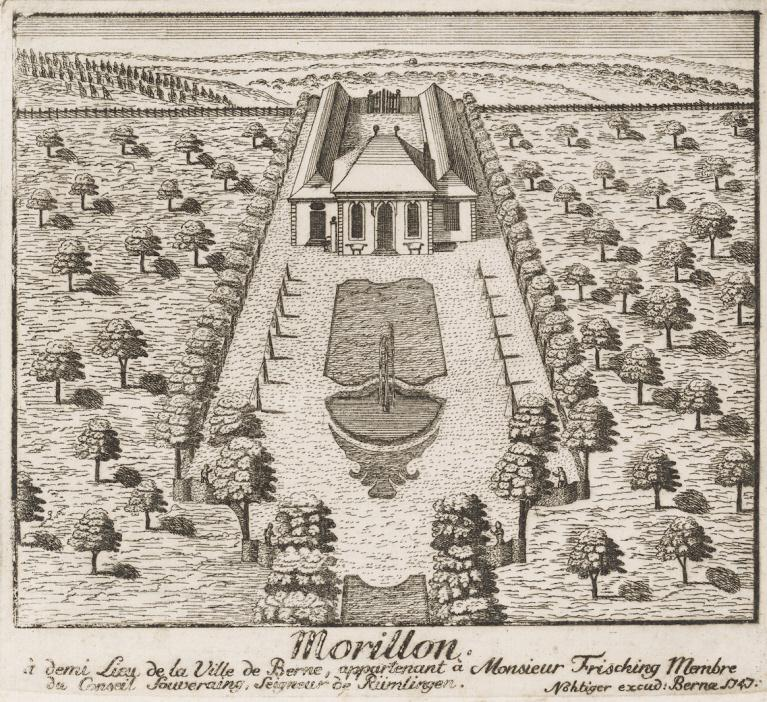
Campagne Morillon, Vorgängerbau (1747)

In dieser Flugaufnahme von 1994 befindet sich die Villa Morillon und ihr Park oberhalb des gelben Getreidefeldes

Die Villa Morillon ist eine Campagne im Ortsteil Wabern der Gemeinde Köniz im Kanton Bern. Das Morillon-Gut gelangte durch Erbfolge von der Berner Patrizierfamilie Frisching an die Familie von Wattenwyl und später an die Familie von Tscharner. 2021 wurde die Villa verkauft.

## Geschichte

### Villa
1736 kaufte Rudolf Emanuel Frisching von Georg von Muralt ungefähr 22 Jucharten Land mit allen sich damals darauf befindlichen Gebäuden und liess darauf die erste Campagne bauen, eine kleine Dreiflügelanlage mit Ehrenhof. Er nannte den Besitz zwischen Weissenbühl und Wabern Morillon. Das Morillon-Gut wurde später durch den Kauf weiterer Grundstücke erweitert (u. a. 1742 Schweizermatte, in den Jahren um 1778/79 Kirchbühl-, Kürsi-, Goumoëns- und Lerbermatte, 1826 Combematte).
Sophie von Wattenwyl erhielt das Morillon-Gut (ohne Lerber- und Goumoënsmatte) 1829 von ihrem Vater Johann Rudolf von Frisching. Gemeinsam mit ihrem Ehemann Friedrich Ludwig von Wattenwyl (1786–1872) liess sie durch Ludwig Friedrich Osterrieth (1807–1888), Sohn des bekannteren Johann Daniel Osterrieth, in den Jahren 1832 bis 1834 das Gebäude neu aufführen. Es wurde nach dem Vorbild der weltbekannten Villa Rotonda (gebaut 1567–1571 von Andrea Palladio) gebaut.
1877 erbte Helene von Tscharner (1846–1902) das Morillon-Gut. Sie bewohnte es regelmässig im Sommer bis Anfang Winter. Nach ihrem Tod ging der Landsitz an ihren Sohn, Burgerrat Friedrich Karl Emanuel Ludwig von Tscharner (1868–1952), später an dessen Sohn Samuel Berchtold Friedrich Johann Karl von Tscharner (1917–2013) und seine Erben über.
1995 wurde die Villa Morillon als Bauwerk von nationaler Bedeutung eingestuft.

### Ökonomiegebäude
Das Stall- und Remisengebäude stammt wohl von 1839 und ist ein wichtiges Element des Landsitzes Morillon.

### Gartenhaus
Das kleine Gartenhaus gehörte wohl noch zum Vorgängerbau der heutigen Villa und ist strassenseitig an die Parkmauer des Landgutes gebaut.

### Wohnhaus
Ehemaliges Bauernhaus mit angebautem Taubenschlag. Es ist typisch für ein herrschaftliches Landgut, das meist nicht nur als Sommerresidenz der Familie diente, sondern häufig mit einem verpachteten Gutsbetrieb verbunden war.

### Taubenhaus
Der Backsteinbau mit dem dreigeschossigen pagodenartigen Eckturm wurde an das ehemalige Bauernhaus angebaut und zu Wohnzwecken umgerüstet.

### Park
Während die erste Campagne Morillon noch von einem typischen Barockgarten umgeben war, wurde die Anlage 1812 nach dem Vorbild des englischen Landschaftsparks umgestaltet. Während der Bauzeit der neuen Villa wurde der Park nach einem Entwurf des Kunstgärtners Abraham Müller erneut umgebaut und gegen Osten erweitert. 1944 wurde dort das heute noch bestehende Wasserbassin angelegt. Trotz kleiner Veränderungen im Verlauf des 20. Jahrhunderts blieb der Park weitgehend in den von Müller geplanten Strukturen erhalten.

## Aktuelle Nutzung
Die Erbengemeinschaft von Tscharner verkaufte die Villa und den Park des Morillonguts 2021 an den Zürcher Unternehmer und Investor Hans Widmer (* 1940). Die Villa Morillon und die zu den Nebengebäuden zählende Kutschnerei wurden von Anfang 2022 bis Ende August 2023 umfassend saniert – in enger Zusammenarbeit mit der Kantonalen Denkmalpflege. Am 16. September 2023 fand ein Tag der offenen Tür für Nachbarschaft und Interessierte statt. Ein Teil der Villa wird für kulturelle Anlässe zur Verfügung gestellt, die Parkanlage einer breiteren Nutzung zugeführt.